# 皮亚什 (洛萨达)
皮亚什是葡萄牙波尔图区的一个堂区。总面积2.7平方公里，总人口1081人，人口密度400.4人/平方公里。